# 케다이냐이

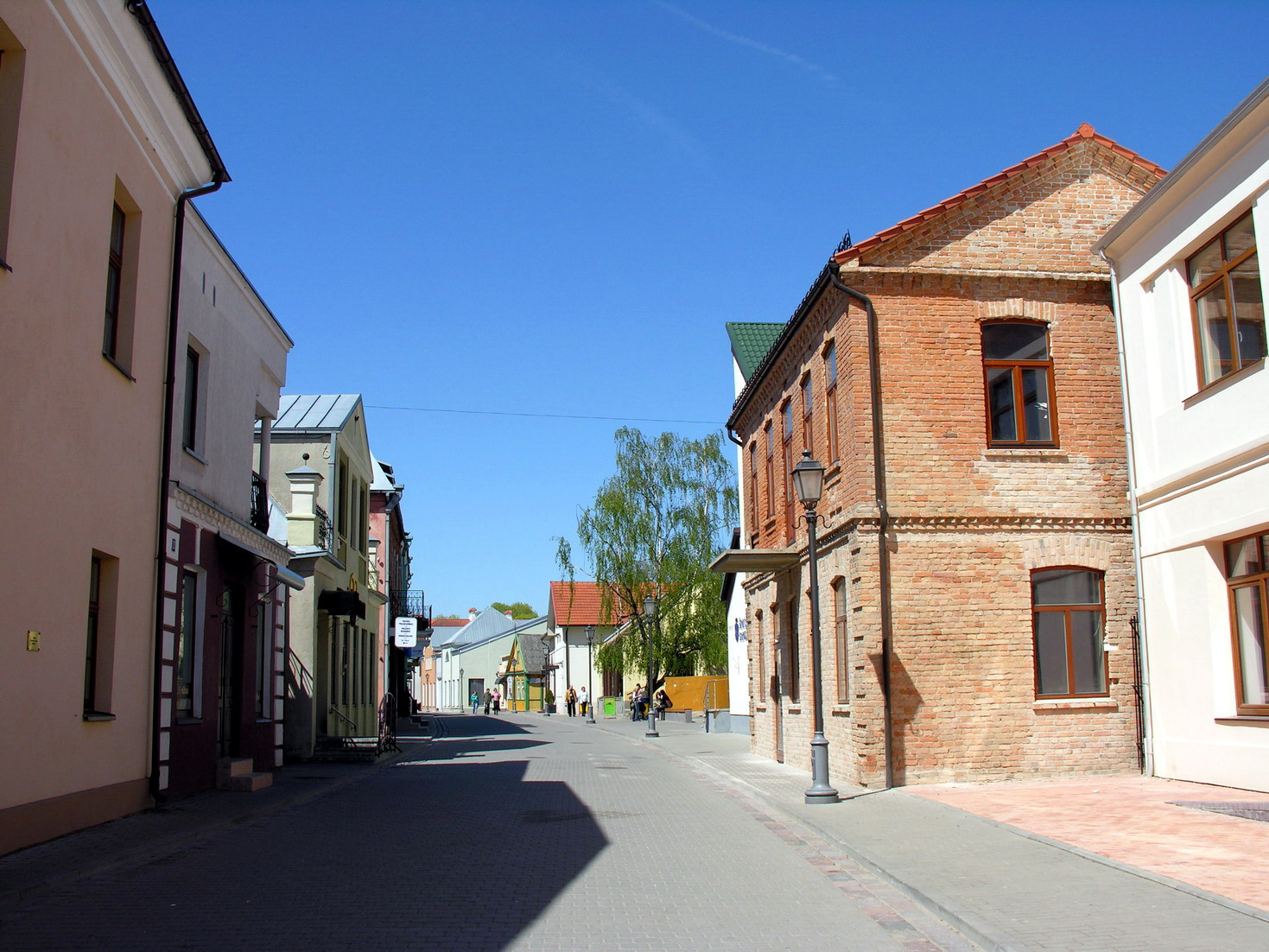
케다이냐이 구 시가지

케다이냐이(리투아니아어: Kėdainiai)는 리투아니아 중부 카우나스 주에 위치한 도시로, 인구는 30,214명(2008년 기준)이다. 카우나스에서 북쪽으로 51km 정도 떨어진 곳에 위치하며 네베지스 강과 접한다.
리투아니아에서 가장 오래된 도시 가운데 한 곳이며 1372년 리보니아 연대기에 처음 등장한다. 17세기 대홍수 시대 당시 폴란드-리투아니아 연방과 스웨덴 사이에 여러 차례 전투가 벌어진 곳이기도 하며 제2차 세계 대전 때인 1941년 8월 유대인 주민들이 나치 독일에 의해 학살당했다.

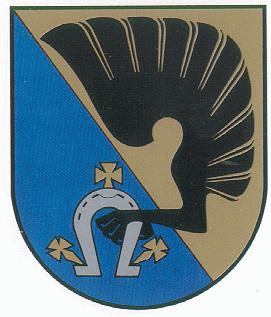
시 문장

## 인구
| 연도                                                  | 인구   | ±%     |
| ----------------------------------------------------- | ------ | ------ |
| 1823                                                  | 3,000  | —      |
| 1833                                                  | 2,597  | −13.4% |
| 1865                                                  | 3,455  | +33.0% |
| 1895                                                  | 4,368  | +26.4% |
| 1897                                                  | 6,113  | +39.9% |
| 1923                                                  | 7,415  | +21.3% |
| 1931                                                  | 7,761  | +4.7%  |
| 1939                                                  | 8,662  | +11.6% |
| 1959                                                  | 10,580 | +22.1% |
| 1966                                                  | 15,900 | +50.3% |
| 1970                                                  | 19,795 | +24.5% |
| 1974                                                  | 24,500 | +23.8% |
| 1976                                                  | 26,600 | +8.6%  |
| 1979                                                  | 27,886 | +4.8%  |
| 1989                                                  | 33,840 | +21.4% |
| 2001                                                  | 32,048 | −5.3%  |
| 2006                                                  | 31,308 | −2.3%  |
| 2011                                                  | 26,648 | −14.9% |
| 2018                                                  | 23,367 | −12.3% |
| 출처: 1902, 1923, 1959 & 1970, 1979, 1989, 2001, 2011 |        |        |

## 출신 인물
- 체스와프 미워시